# José Rebolledo de Palafox

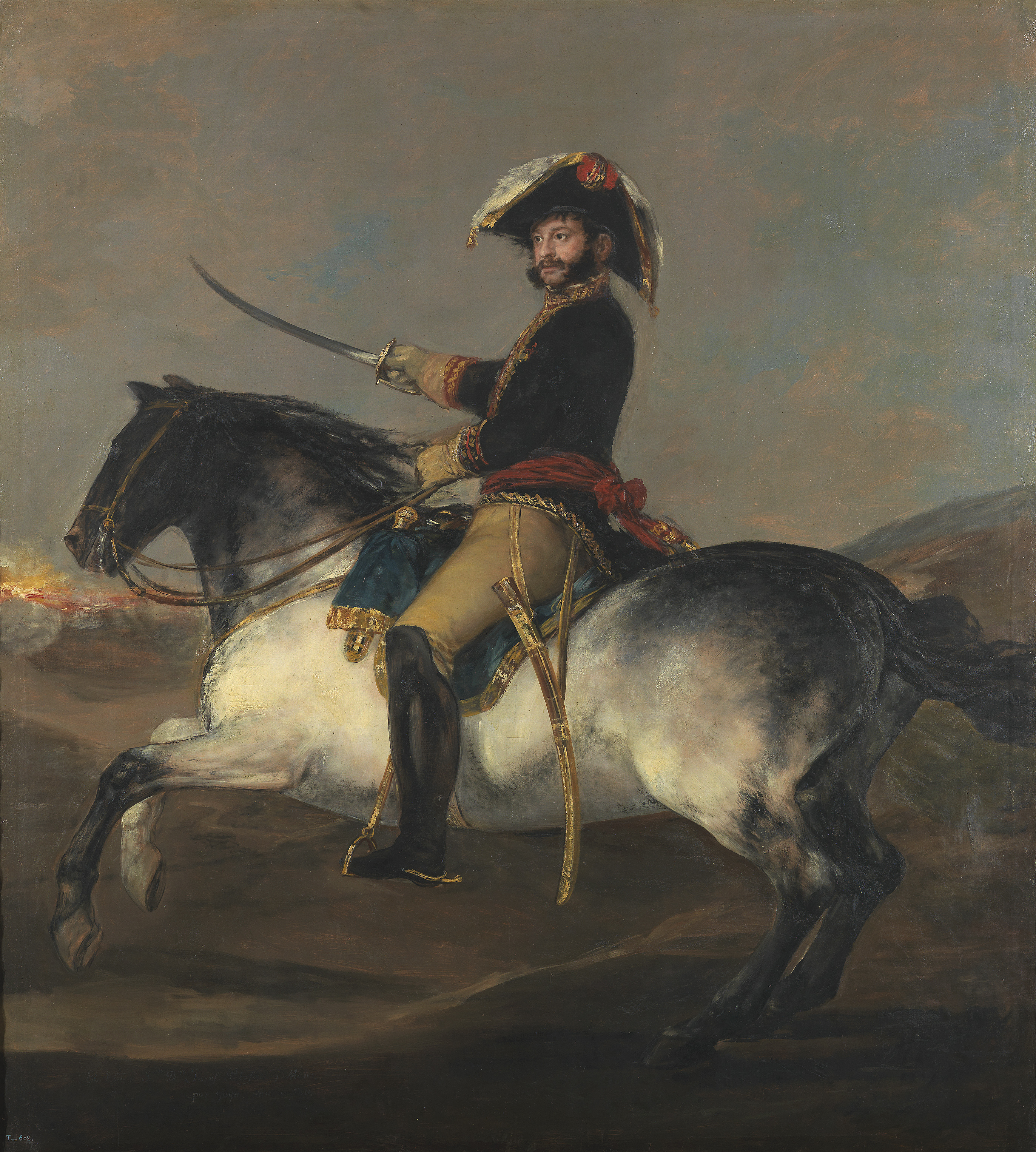
José Rebolledo de Palafox, schilderij van Francisco Goya

José Rebolledo de Palafox y Melzi (Zaragoza, 28 oktober 1775 – Madrid, 15 februari 1847) was een Spaans generaal uit de Spaanse Onafhankelijkheidsoorlog en was beleend met de titel Hertog van Zaragoza.

## Biografie
José Rebolledo werd geboren in de stad Zaragoza in een oude Aragónese familie en hij kreeg zijn opleiding en opvoeding aan het Spaanse hof. Zo werd hij al op jonge leeftijd tot luitenant benoemd en begeleidde hij koning Ferdinand VII van Spanje naar de Franse stad Bayonne. Na het vertrek van Spaanse koning ging Rebolledo actief het Spaanse verzet in tegen de Franse bezetter. Zijn verzet tegen de Fransen zorgde voor het eerste beleg op Zaragoza in 1808. Nadat Rebolledo de brug over de Ebro in de stad had vernietigd waren de Fransen genoodzaak zich terug te trekken. Nog niet eens een jaar later lagen de Fransen opnieuw voor de poorten van Zaragoza. Dit keer was Rebolledo niet succesvol in het verdedigen van de stad.
Tijdens het beleg werd hij door de Fransen gevangengenomen en werd hij tot december 1813 vastgehouden in het Kasteel van Vincennes. Tussen 1820 en 1823 was hij de aanvoerder van de Spaanse Koninklijke Garde. Na zijn vertrek bij de Koninklijke Garde werd hij door de Spaanse koningin Maria Christina beleend met de titel Hertog van Zaragoza. In 1846 overleed Rebolledo in Madrid.